# Christer Jönsson (gymnast)
Frans Christer Ingemar Jönsson, född 16 augusti 1943 i Helsingborg, död 26 januari 2016 i Markaryd, var en svensk gymnast. Han tävlade för KFUM GA.
Jönsson tävlade för Sverige vid olympiska sommarspelen 1968 i Mexico City. Jönsson slutade på 47:e plats i den individuella mångkampen och hans bästa placering blev en 19:e plats i räck. Han tävlade även i hopp (30:e plats), barr (39:e plats), fristående (46:e plats), ringar (51:a plats) samt bygelhäst (85:e plats).
Jönsson blev svensk mästare i manlig artistisk gymnastik 1965, 1966, 1967, 1969 och 1971.